# Bewerbungskosten
Bewerbungskosten sind Ausgaben, die einem Bewerber bei der Suche nach einem Arbeitsplatz (Bewerbung) entstehen.

## Steuerrecht
Die Kosten für aufgegebene Stellenanzeigen, Bewerbermappen, Lichtbilder, Kopien von Unterlagen oder die Gebühren zur Beglaubigung von Zeugnissen, Briefporto, polizeiliches Führungszeugnis, Bescheinigungen, Literatur und Kurse für das Vorstellungsgespräch etc. sind steuerlich Werbungskosten. Der Bewerber kann sie in seiner Steuererklärung geltend machen.

## Sozialrecht
Ein Bewerber kann auch Bewerbungskosten von der Bundesagentur für Arbeit über das Vermittlungsbudget nach § 44 SGB III erstattet bekommen. Dazu muss er nicht zwingend arbeitslos, jedoch arbeitsuchend gemeldet sein und er muss vorher einen entsprechenden Antrag stellen. Für die Erstattung von Bewerbungskosten ist die Agentur für Arbeit zuständig, wenn kein Anspruch auf laufende Leistungen besteht oder ausschließlich Arbeitslosengeld nach dem SGB III bezogen wird. Wird Arbeitslosengeld II bezogen, muss der Antrag beim zuständigen Jobcenter eingereicht werden. Im Regelfall wird eine Pauschale pro Bewerbung festgesetzt. Es können jedoch auch die tatsächlich anfallenden Kosten erstattet werden. Es ist auch möglich, dass die Agentur für Arbeit bzw. das Jobcenter eine – im Regelfall jährliche – Obergrenze für die Erstattung von Bewerbungskosten festsetzt. Die Pauschale sowie die etwaigen Obergrenzen können zwischen der Agentur für Arbeit und den Jobcenter und auch zwischen den Jobcentern differieren. Als Nachweis verlangt die Behörde im Regelfall eine Liste der Unternehmen, bei denen sich der Bewerber beworben hat und die jeweiligen Anschreiben, ggf. können auch die Antwortschreiben der Unternehmen eingefordert werden. Derzeit üblich sind beispielsweise bei Jobcentern im Bundesland Berlin 5 € pro nachgewiesener Bewerbung sowie eine jährliche Kappungsgrenze bei 260 €. Der Bewerbungskostenansatz greift jedoch nur bei schriftlichen Bewerbungen für sozialversicherungspflichtige Beschäftigungsverhältnisse, nicht jedoch bei Bewerbungen für Berufspraktika. Ausgeschlossen ist der pauschalierte Ansatz für mündliche und persönliche Bewerbungen bei Unternehmen.

## Zivilrecht
Wird der Bewerber vom potentiellen Arbeitgeber zu einem Vorstellungsgespräch eingeladen, hat der Bewerber gegen diesen einen Anspruch auf Erstattung seiner Vorstellungskosten, d. h. im Regelfall der Fahrtkosten. Unabhängig davon, ob diese Vorstellung erfolgreich ist oder nicht, müssen die verkehrsüblichen Kosten der An- und Abreise dem Bewerber ersetzt werden, ohne dass vorher hierüber eine Vereinbarung stattgefunden haben müsste. Dies ergibt sich aus § 670 BGB und ist in der Rechtsprechung allgemein akzeptiert.
Der Erstattungspflicht kann der Arbeitgeber nur entgehen, wenn er vorher den Bewerber darauf hinweist, dass anfallende Kosten nicht übernommen werden. Bei Anreise mit dem privaten Pkw sind das häufig pauschal die steuerlichen Pauschalen für Dienstreisen. Kommt der Bewerber mit öffentlichen Verkehrsmitteln, werden seine Ausgaben für eine Bahnfahrt 2. Klasse und sonstige Fahrscheine erstattet. Ob der potenzielle Arbeitgeber auch Flugkosten trägt, sollte vorher mit ihm abgeklärt werden. Ähnlich verhält es sich bei weiter Anreise mit Übernachtungskosten in einem Hotel. Für den Verpflegungsaufwand werden nachgewiesene Ausgaben ersetzt oder die steuerlichen Reisekostenpauschalen erstattet. Fahrtkosten für so genannte Blindbewerbungen oder für eine Vorsprache „auf gut Glück“ bei einem Arbeitgeber, gehen in aller Regel zu Lasten des Bewerbers.